# Kościół pw. Podwyższenia Krzyża Świętego w Ustroniu Morskim
Kościół Podwyższenia Krzyża Świętego w Ustroniu Morskim  –  kościół parafialny we wsi Ustronie Morskie w województwie zachodniopomorskim, powiecie kołobrzeskim, gminie Ustronie Morskie. Reprezentuje neogotycką architekturę sakralną z XIX wieku. 
Ten artykuł jest efektem integracji z innym artykułem Wikipedii. Zawarta tu treść pochodzi częściowo z artykułu Parafia Podwyższenia Krzyża Świętego w Ustroniu Morskim. Zobacz pełną listę autorów tego artykułu. 
Treści pochodzące z  Wikipedii są oparte na licencji Creative Commons 4.0 – Uznanie Autorstwa – Na tych samych warunkach. Kopiując je lub tłumacząc, należy podać ich autorów i udostępnić na tych samych warunkach.

## Historia
Kościół został zbudowany w roku 1885, a rozbudowany w latach 1983-1986, poświęcenie kościoła miało miejsce w 1986, a konsekracja 5 sierpnia 1990 roku.

## Architektura i wnętrze
Najstarsza część kościoła znajduje się od strony prezbiterium (widoczna różnica w kolorze cegieł). We wnętrzu uwagę zwraca drewniane sklepienie kościoła, a także ołtarz główny. Z wieży kościoła systematycznie odgrywane są kuranty.